# 二花脸猪
二花脸猪为中国地方猪品种之一，属太湖猪。
二花脸猪主要分布在江苏省常州、无锡和苏州等地区的武进、江阴、锡山、常熟、张家港等地，其原产地主要位于江苏省常州市武进区舜山周边的焦溪(现已并入郑陆镇)和横山桥镇，属于武进郑横圩田地区。
二花脸猪面部及额部有明显褶皱。根据1979年的研究，母猪初情期平均为64日龄，平均体重为15公斤。二花脸猪乳头数为8~9对，多的达11对。经产母猪发情持续天数约为4天，后备母猪约为7天，断奶后发情的间隔时间约为4.5天。初产母猪的产仔数为10.75头，经产母猪为14.68头。二花脸猪是全球已知产仔数最高的猪遗传资源，最高窝产仔数记录达42头，其中活仔40头。
2000年，二花脸猪被农业部列入第一批《国家级畜禽遗传资源保护名录》。2006年，中华人民共和国农业部公告第662号再次确认。二花脸猪曾被用作苏太猪、苏钟猪、滇陆猪等多个新品种的亲本品种。